# João dos Reis das Neves
João dos Reis das Neves (Praia da Vitória, 6 de Janeiro de 1881 — Porto Martins, 24 de fevereiro de 1946) foi um cantor lírico e compositor português, ficou conhecido em Itália, onde viveu muitos anos como De Neves Giovanni.

## Biografia
Tinha uma notável vocação para a arte musical, foi para Lisboa estudar com o famoso professor Napoleone Vellani, um professor de canto italo-americano radicado em Lisboa.
Quando o mesmo professor faleceu foi continuar os seus estudos em Milão, estreando-se em Codogno com a Lucia di Lammermoor, uma ópera em 3 atos de Gaetano Donizetti, desempenhando o papel de lord Enrico Asthon, barítono. 
Esta sua estreia teve feliz êxito. Sendo em seguida contratado para o Grande Teatro Sociale, desempenhou outras óperas, sendo aplaudido, e classificado pela imprensa: Sempre bene il baritono De Neves. Visitando sua família e pátria em Julho de 1903, deu um concerto no Teatro Municipal de Angra do Heroísmo, sendo calorosamente aplaudido.